# Дёрпштедт
Дёрпштедт (нем. Dörpstedt) — община в Германии, в земле Шлезвиг-Гольштейн. 
Входит в состав района Шлезвиг-Фленсбург. Подчиняется управлению Кроп.  Население составляет 548 человек (на 31 декабря 2010 года). Занимает площадь 16,61 км².